# FIS-tävling
En FIS-tävling är ett lopp arrangerat av internationella skidförbundet (FIS) och har ingen anknytning till någon cup, såsom världscupen. 
Till skillnad från cuperna får man inga poäng från sin seger vilka sedan räknas ihop för att kora en vinnare. Däremot får man så kallade FIS-poäng. I stället används ett poängsystem, som används för exempelvis kvalificering eller seedning.
En idrottare behöver en viss mängd FIS-poäng för att få delta i världscupen, världsmästerskap och liknande. Därför tävlar många unga idrottare i FIS-tävlingarna, men även etablerade idrottare tävlar ibland för att få ett avbrott i säsongen.
FIS-tävling inom grässkidåkning är lite annorlunda till skillnad från övriga då dessa ibland ger världscuppoäng och ibland tillomed är en del av världscupprogrammet. 
I följande sporter arrangeras det FIS-lopp:
- Alpin skidåkning
- Längdskidåkning
- Freestyle
- Snowboard
- Grässkidåkning

Tidigare arrangerades även lopp i backhoppning men dessa ersattes 2005 av FIS-cupen. 
Under FIS tidigaste år så användes benämningen FIS-tävling till världsmästerskapen i nordisk skidsport fram tills 1937 då de fick officiellt status. Likadant har världscuper haft samma benämning innan de fick officiellt status.